# Kristina Alexandrowna Griwatschewa-Kim
Kristina Alexandrowna Griwatschewa-Kim (russisch Кристина Александровна Гривачева-Ким; * 4. September 1987 in Moskau) ist eine russische Taekwondoin. Sie startet in der Gewichtsklasse bis 49 Kilogramm.
Ihre ersten internationalen Titelkämpfe bestritt Griwatschewa-Kim im Jahr 2009. Bei der Universiade in Belgrad gewann sie die Silbermedaille und startete zudem erstmals in Kopenhagen bei der Weltmeisterschaft, schied dort jedoch in ihrem Auftaktkampf aus. Im folgenden Jahr erkämpfte sie sich ihre erste internationale Medaille, sie schied bei der Europameisterschaft in Sankt Petersburg im Halbfinale gegen Yasmina Aziez aus und gewann die Bronzemedaille. Bei der folgenden Europameisterschaft 2012 in Manchester zog sie ins Finale ein, wo sie gegen Lucija Zaninović verlor und Silber gewann.
Griwatschewa-Kim gewann im Januar 2012 beim europäischen Olympiaqualifikationsturnier in Kasan in der Gewichtsklasse bis 49 Kilogramm den entscheidenden Kampf um den dritten Platz und qualifizierte sich für die Olympischen Spiele 2012 in London.